# Sascha Stegemann
Sascha Stegemann (Niederkassel, 6 december 1984) is een Duits voetbalscheidsrechter. Hij werd vanaf 2019 opgenomen door FIFA en UEFA en fluit sindsdien internationale wedstrijden.
Op 24 juli 2019 maakte Stegemann zijn debuut in Europees verband tijdens een wedstrijd tussen NK Maribor en AIK Fotboll in de voorrondes van de UEFA Champions League. De wedstrijd eindigde op 2–1.
Zijn eerste interland floot hij op 13 oktober 2020 toen Montenegro met 1–2 verloor tegen Luxemburg.

## Interlands
| Datum           | Plaats                | Wedstrijd              | Uitslag | Competitie             | Kreeg geel | Kreeg voor de tweede keer geel en dus rood | Weggestuurd |
| --------------- | --------------------- | ---------------------- | ------- | ---------------------- | ---------- | ------------------------------------------ | ----------- |
| 13 oktober 2020 | Podgorica, Montenegro | Montenegro – Luxemburg | 1 – 2   | Nations League 2020/21 | 4          | 1                                          | 2           |
| 3 juni 2021     | Paderborn, Duitsland  | Turkije – Moldavië     | 2 – 0   | Vriendschappelijk      | 1          | 0                                          | 0           |

Laatste aanpassing op 9 november 2021